# Агадирська криза
Агадірська криза, Друга Марокканська криза, Panthersprung — загострення міжнародних відносин перед Першою світовою війною, викликана прибуттям німецького канонерського човна Пантера до марокканського порту Агадір 1 липня 1911 року.

## Передумови
Англо-німецька напруженість була викликана частково через перегони озброєнь між Німеччиною і Великою Британією — спробу Німеччини перевершити Велику Британію у військово-морському флоті. Дії Німеччини були спрямовані на перевірку відносин між Англією і Францією, а також підтримки вимог про компенсацію чимраз більшого французького впливу у Північній Африці, де панування Франції попередньо було підтверджено у 1906 році на Альхесіраській конференції під час Танжерської кризи.

## Хронологія подій

### Марокканське повстання і Пантера
У 1911 р. в Марокко спалахнуло повстання проти султана, Абд аль Хафіза. У квітні 1911, султан був обложений у своєму палаці в Фесі. Франція направила літючий загін наприкінці квітня 1911 року, щоб допомогти придушити повстання, під приводом захисту європейців і їх майна. 5 червня 1911 іспанці окупували Лараше і Ксар-ель-Кебір. 1 липня 1911, німецький канонерський човен Пантера прибув у порт Агадір. Негайно виникла негативна реакція з боку Франції і Великої Британії.

### Британська участь
На початку літа 1911, Британія намагалася утримати Францію від прийняття поспішних заходів і відрадити її від відрядження військ у Фес. Зусилля не увінчалися успіхом, але сер Едвард Грей міністр закордонних справ Великої Британії, вважав, що його руки були зв'язані, і що він був змушений підтримати Францію. Уряд Британії висловив неспокій після прибуття Пантери в Марокко. Британія вважала, що німці намагатимуться створити військово-морську базу на Атлантиці у Агадірі.
Королівський флот мав військово-морську базу в Гібралтарі на півдні Іспанії. Британія була стурбована тим, що німці, можливо матимуть базу в Атлантиці і можливість відрядження лінкорів в Марокко в разі війни. Уряд Британії підтримав Францію, як і під час Першої Марокканської кризи знову підтвердив Англо-французьку угоду, 1904.

### Переговори
7 липня німецький посол у Парижі повідомив французькому уряду, що Німеччина не має ніяких територіальних зазіхань в Марокко і буде вести переговори щодо французького протекторату на основі «компенсації» Німеччині у Французькому Конго і забезпечення її економічних інтересів у Марокко. Німецькі умови, на 15 липня, містили пропозицію поступитися північною частиною Французького Камеруну і Того, а також всього Французького Конго.
21 липня Девід Ллойд Джордж виступив з промовою, в якій він заявив, що національна честь дорожча, ніж мир. Промова була інтерпретована Німеччиною як попередження, що вона не може нав'язувати необґрунтовані вимоги Франції.
Франко-німецькі переговори були розпочаті 9 липня 1911 і завершені підписанням Феського договору 4 листопада, згідно з яким Німеччина прийняла панування Франції в Марокко в обмін на Новий Камерун. Терен був частково болотистий, з розповсюдженням сонної хвороби, хоча і надавав Німеччині вихід до річки Конго. Також у рамках договору, Німеччина поступилася на користь Франції невеликою ділянкою території на південний схід від Форт Ламі, наразі частина Чаду.

## Післямова
Франція згодом створила повний протекторат над Марокко (30 березня, 1912), скасовуючи навіть формальну незалежність країни.
Результат був зворотний від очікуваного: натомість, щоб залякати Францію стосовно Німеччини, основний результат був у підвищенні британського страху і ворожості та зміцнив військову унію Великої Британії й Франції, що призвело в кінцевому підсумку до Першої світової війни.
У сучасній Німеччині, Агадірська криза як і раніше є найвідомішим прикладом дипломатії канонерок. «Стрибок Пантери» став популярною фразою, що характеризує будь-яку демонстрацію сили, особливо непотрібну.
Криза призвела до підписання Англією та Францією угоди, де Королівський флот мав захистити північне узбережжя Франції від німецького нападу.